# Khagendra Thapa Magar
Khagendra Thapa Magar (खगेन्द्र बहादुर थापा मगर; Distretto di Balgung, 4 ottobre 1992 – Pokhara, 17 gennaio 2020) è stato l'uomo più basso del mondo fino al 14 giugno 2011 quando il nuovo record è stato riconosciuto al filippino Junrey Balawing nel giorno del compimento del 18º anno d'età. Era alto 65,58 cm e pesava 4,5 kg.
I suoi predecessori He Pingping ed Edward Niño Hernández erano più alti di lui, ma Khagendra non poté veder riconosciuto il proprio record prima del suo diciottesimo compleanno. In precedenza era considerato l'adolescente più basso del mondo, misurato il 25 febbraio 2010 da un gruppo di medici a Roma per Lo show dei record.
Dal 2006 visse a Pokhara, nel Nepal. Fino al suo diciottesimo compleanno era il più piccolo adolescente nel mondo. Khagendra Thapa Magar strappò il record al colombiano Edward Nino Hernandez (alto 70,21 centimetri).
Alla sua nascita Khagendra Thapa Magar pesava 600 grammi. All'età di otto anni imparò a camminare. La sua crescita fu completata all'età di undici anni. Poiché il suo lato destro del corpo era cresciuto più lentamente del suo lato sinistro, la postura era piegata di lato. Sia il padre che la madre Dhana Maya, erano cresciuti a dimensioni normali, così come il fratello minore.
Il suo successore al titolo è Junrey Balawing (59,93 centimetri). 

## Morte
È morto a 27 anni, il 17 gennaio 2020, per le complicanze della polmonite, da cui era stato colpito già in passato e che aveva anche compromesso la salute del suo cuore.